# Poljski nižinski ovčar
Poljski nižinski ovčar je pasma, ki izvira s Poljske. Ima dolgo, gosto dlako, ki jo je potrebno česati vsaj enkrat na teden. Velik je okoli 1/2 metra. Na pogled je zelo prikupen, a videz vara. Ti psi se neradi čohajo, vodo pa imajo zelo radi (vsaj večinoma). Doživijo okoli 15 let. Nimajo repa in so zelo pametni. Se hitro učijo in se zelo navežejo na gospodarja.